# محطة قطار كرو
محطة قطار كرو (بالإنجليزية: Crewe railway station)‏‏ هي محطة قطار في المملكة المتحدة، تُشغلها قطارات إيست ميدلاند. افتُتحت هذه المحطة في 1837، ويبلغ عدد مسارات أرصفتها 12.